# 甲賀氏
甲賀氏（こうかうじ）は、「甲賀」を氏（ウジ）の名とする古代氏族。姓は臣。近江国甲賀郡を本拠地とした。渡来人の甲賀村主を甲賀臣と同一とする説もあるが、甲賀臣の「臣」は有力豪族が称する姓で「村主」とは明らかに異なる地位を示しているため、別の氏と考えられる。

## 歴史

### 古墳時代
古代甲賀の有力な豪族が葬られた古墳として、5世紀初頭の野洲川中流域の宮ノ森古墳（湖南市石部）が最も古い。その後、野洲川上流域の水口平野にある5世紀代の泉古墳群（水口町泉）に移り、これは西罐子塚古墳（帆立貝形古墳）、東罐子塚古墳（円墳）、泉塚越古墳（方墳）から構成されている。泉塚越古墳から全国でも二例しか確認されていない金銅装の眉庇付冑が出土しており、ヤマト政権内でも格式が高く、朝鮮半島などの軍事行動に指導者として参加した有力豪族であった可能性がある。後の鹿深臣と重なる部分があり、泉古墳群の被葬者がその先祖とも考えられる。

### 鹿深臣
史料上では『日本書紀』敏達天皇13年（584年）9月条に「鹿深臣」として見えるのが最も古い。同書に鹿深臣が朝鮮半島の百済から弥勒の石像一躯を持ち帰ったことが記される。「鹿深」は後に「甲賀」の字があてられた。『日本書紀』には「百済より来ける」とあることから鹿深臣を渡来人とする説があったが、現在では百済へ赴任した後に倭へ帰還したとする解釈が有力とされている。
甲賀氏は蘇我氏が進めた仏教興隆政策や外交交渉において重要な役割を担った。なお、鹿深臣が持ち帰った弥勒石像は蘇我馬子の仏殿に安置された後、排仏派の物部氏によって難波の堀江に捨てられた。

### 郡領氏族
天平勝宝3年（751年）7月27日の『甲可郡司解（近江国蔵部庄券）』に、甲賀郡の擬大領（長官）として外正七位上甲可臣乙麻呂が、同「少領」として甲可臣男が見える。同氏は甲賀郡の郡司を世襲してきた郡領氏族であった可能性が高い。
『続日本紀』天平20年（748年）2月22日条によると、外従六位下甲可臣真束が銭一千貫を寄進していることが記され、甲賀氏が甲賀寺で始まった大仏造立に積極的に協力していたことがわかる。
平安時代の10世紀半ばに太政官から近江国司に宛てた太政官符に、武芸に優れた人物として甲賀郡の「甲可公是茂」が挙げられている。その内容は近江国の追捕使を務めていた佐々貴山公興恒・大友兼平らの後任として是茂を推薦するもので、彼は甲賀武士の先駆けといえる。
甲可氏の動向はその後不明となるが、平安時代末に誓蓮寺（甲南町上馬杉）に寄進された『大般若経』に「城貞延甲賀氏」の願主名が見える。